# Wonder EP
『Wonder EP』（ワンダー・イーピー）は、日本の歌手、immiのメジャー1作目のミニ・アルバムである。DefSTAR RECORDSより発売された。

## 概要
- 本人がimmi名義でメジャーデビュー作品で、表題曲「WONDER」と、ヴァネッサ・パラディのカヴァー「Joe le taxi」、THE LOWBROWSによるimmi名義でのデビュー曲「コズミックピンク」のリミックス、新曲「Aru と Lito」、そして「WONDER」リミックスの計5曲を収録されている[2]。
- DVDには「WONDER」「Joe le taxi」という2曲のビデオクリップが収録されている。
- メジャー作品としては、前作『STEP INTO MY HEART』（中澤真由名義）以来約7年ぶりのリリースとなる。

## 収録曲

### CD
全作詞・作曲：immi（2曲目は除く）
1. WONDER
  - 編曲：Masao "N.A.i.D." Nisugi
2. Joe le taxi
  - 作詞：Roda Gil Etienne / 作曲：Langolff Franck / 編曲：Masao "N.A.i.D." Nisugi
3. コズミックピンク (THE LOWBROWS Remix)
  - リミックス：THE LOWBROWS
4. Aru と Lito
  - 作詞・作曲：Jetbikini（共作）/ 編曲：Jetbikini
5. WONDER (RimmiX)
  - リミックス：Jetbikini

### DVD
1. WONDER (music clip)
2. Joe le taxi  (music clip)